# Сибирский (Кемеровская область)
Сибирский — бывший посёлок в Промышленновском районе Кемеровской области России. Входил в состав Тарасовского сельского поселения.

## География
Центральная часть населённого пункта расположена на высоте 244 метров над уровнем моря.

## История
Основан в 1912 г. По данным на 1926 году состоял из 72 хозяйств. В административном отношении входил в состав Букашчинского сельсовета Краснинского района Кузнецкого округа Сибирского края.
Посёлок упразднён в 2012 году как фактически прекративший существование.

## Население
| 1970 | 1979 | 1989 | 2002 | 2010 |
| ---- | ---- | ---- | ---- | ---- |
| 144  | ↘107 | ↘34  | ↘0   | →0   |

По переписи 1926 г. в посёлке проживало 385 человек (194 мужчины и 191 женщина), основное население — русские.